# José Palma (dichter)

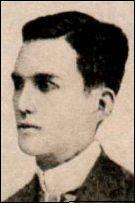
José Palma

José Palma (Manilla, 3 juni 1876 – 12 februari 1903) was een Filipijns dichter. Hij schreef onder andere de tekst van het Filipijnse volkslied, Lupang Hinirang. Palma wordt samen met Fernando Guerrero en Cecilio Apostel beschouwd als het meest vooraanstaande trio van Filipijnse Spaanstalige dichters.

## Biografie
Palma was het jongste kind van Hermogene Palma, een boekhouder op het Intendencia Office, en Hilaria Velasquez. Een van de andere kinderen van het stel was Rafael Palma, een latere politicus en president van de University of the Philippines. Na zijn lagere school in zijn geboortedistrict Tondo, volgde hij een middelbare opleiding aan de Ateneo Municipal de Manila. In die periode begon hij met het schrijven van gedichten. Een van zijn vroegste werken was La cruz de Sampaguitas (1893).
In 1894 sloot Palma zich aan bij de ondergrondse verzetsbeweging Katipunan. Ondertussen bleef hij actief als schrijver. Toen in 1896 de Filipijnse Revolutie uitbrak nam hij in eerste instantie geen deel aan de strijd. Toen in 1899 de Filipijns-Amerikaanse Oorlog begon, sloot hij zich wel aan bij gewapende troepen. Hij diende eerst onder het commando van kolonel Rosendo Simon en later Servillano Aquino in gevechten in Angeles en Bambang. Omdat hij de oorlog fysiek niet goed aankon, bleef hij echter vaak in het kamp en vermaakte daar de soldaten met kundimans. Uiteindelijk ging hij werken voor het Tagalog-deel van de revolutionaire krant La Independencia. Palma en zijn collega's van die krant vermaakten zich op rustige momenten of tijdens pauze in lange marsen vaak met zingen en het schrijven van gedichten. Het was tijdens een van dergelijke momenten in Bautista, Pangasinan dat Palma, een gedicht schreef dat paste op de muziek van de "Marcha Nacional Filipina" van Juan Felipe. Het Spaanstalige gedicht Filipinas werd gepubliceerd in La Independencia op de eerste verjaardag van de krant op 3 september 1899, zou later het volkslied van de Filipijnen worden.
In 1899 veroverden de Amerikanen de drukpers van La Independencia en hield de krant niet lang daarna op te bestaan. Palma en de andere medewerkers van de krant, waaronder zijn broer Rafael Palma, keerden terug naar Manilla, waar ze samen met Juan Abad een nieuwe krant genaamd Laong-Laan begonnen. Deze krant werd echter door de Amerikanen verboden en Palma werd hiervoor kortstondig gevangengenomen. In 1901 werd de krant El Renacimiento opgericht. Rafael Palma was redacteur en Jose Palma schreef ervoor. Zo schreef hij onder het pseudoniem Esteban Estebañez de column Vida Manileña en onder het pseudoniem Juventino de column Cuartilla Licerarias. Daarnaast publiceerde hij gedichten en korte verhalen in diverse andere publicatie zoals El Comercio, La Moda Filipina, La Patria, La Union en Revista Catolica gebruik makend van namen als Ana Haw en Gan Hantik.
In 1903 overleed Palma op 26-jarige leeftijd. Ter ere van hun broer publiceerden Rafael en Manuel Palma in 1912 een verzameling van zijn gedichten, geschreven van 1893 tot en met 1901, in een bundel genaamd Melancolicas.

## Bron
- Carlos Quirino, Who's who in Philippine history, Tahanan Books, Manilla (1995)
- Biografie José Palma[dode link], National Historical Institute

- International Standard Name Identifier: 0000 0004 4455 139X
- Library of Congress Control Number: nb2015000013
- Virtual International Authority File: 313409997
- WorldCat: E39PBJfmp8jq96bgYwbKwyXfMP